# Weeshuis van Tienen

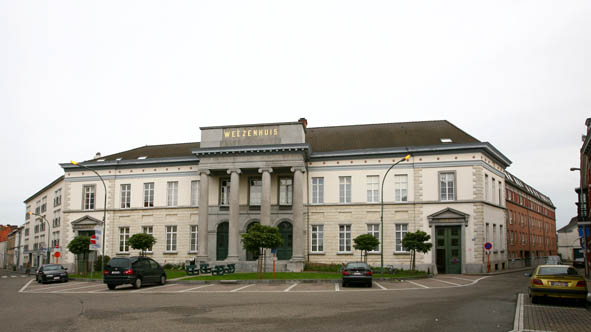
voorgevel met opschrift WEEZENHUIS

Het Weeshuis van Tienen is een voormalig weeshuis in de Vlaams-Brabantse stad Tienen, dat is gelegen aan het Kapucijnenhof en de Kapucijnenstraat.

## Geschiedenis
In 1669 kwamen de paters Kapucijnen naar Tienen en in 1672 werd het klooster, in 1674 de kloosterkerk in gebruik genomen. In 1793 en in 1795 werd het klooster door de Fransen in brand gestoken. Slechts enkele gebouwen bleven bewaard.
In 1796 werd het klooster opgeheven en in 1798 werden de gebouwen openbaar verkocht.
In 1830 werd het kloosterterrein aangekocht door de gemeente om een weeshuis te stichten. Naar ontwerp van François Drossaert werd in 1834 met de bouw begonnen. Uiteindelijk ontstond een neoclassicistisch bouwwerk dat ook een kapel omvatte. Het huis had een poortgebouw en twee vleugels: voor de jongens en voor de meisjes. Deze werden verzorgd door de Cellebroeders respectievelijk de Grauwzusters. Later kwam er ook een onderwijsinstelling in een deel van het gebouw en heeft het verder ook als bejaardentehuis gefungeerd.
Op 25 mei 1945 werd het Sint-Janshospitaal gebombardeerd. Nadien werd in het gebouw een noodhospitaal opgericht. Van 1968-1972 werden de zieken naar het nu nieuw gebouwde ziekenhuis gebracht. Vanaf 1975 volgde leegstand.
In 1993-1995 werd een groot deel van het complex gesloopt en vervangen door sociale woningen. De voorgevel bleef echter bestaan en omvat een typische vooruitspringende ingang met Ionische zuilen en het opschrift Weezenhuis.